# Ivan Kaye
Ivan Blakeley Kaye (Northampton, 1º luglio 1961) è un attore britannico.
È attivo dagli anni novanta, soprattutto in ruoli televisivi, come quello del re Aelle di Northumbria in Vikings. Al cinema, è noto per aver recitato nel film Dark Shadows di Tim Burton con Johnny Depp, Michelle Pfeiffer e Helena Bonham Carter.

## Filmografia parziale

### Cinema
- The Pusher, regia di Matthew Vaughn (2004)
- Assassination Games - Giochi di morte (Assassination Games), regia di Ernie Barbarash (2011)
- Dark Shadows, regia di Tim Burton (2012)
- Il re (The King), regia di David Michôd (2019)
- For Love or Money, regia di Mark Murphy (2019)
- Gunpowder Milkshake, regia di Navot Papushado (2021)

### Televisione
- The Paradise Club – serie TV, 1 episodio (1990)
- Metropolitan Police – serie TV, 3 episodi (1991-2010)
- Casualty – serie TV, 2 episodi (1995-2001)
- Bugs - Le spie senza volto (Bugs) – serie TV, 1 episodio (1996)
- Salomone (Solomon) – miniserie TV (1997)
- EastEnders – soap opera, 27 puntate (2003-2004)
- Holby City – serie TV, 1 episodio (2008)
- I Borgia (The Borgias) – serie TV, 4 episodi (2011-2013)
- Vikings – serie TV, 12 episodi (2013-2017)
- The Woman in White – miniserie TV, 3 puntate (2018)
- Wedding Season – serie TV, 5 episodi (2022)
- Le indagini di Sister Boniface (Sister Boniface Mysteries) – serie TV, 4 episodi (2022-2023)